# Gilera CX
La CX è una motocicletta stradale prodotta dalla Gilera nell'ex-stabilimento di Arcore nel solo 1991 ma commercializzata sino al 1993, data di chiusura dello storico stabilimento.

## Il contesto
Il nome "CX" è un chiaro riferimento al coefficiente di resistenza aerodinamica, che risulta essere per questa moto molto basso, tanto da permetterle di raggiungere le stesse velocità dei modelli concorrenti più potenti. Il suo design si deve a Luciano Marabese. Venne presentata, ancora allo stato di prototipo per la prima volta al Salone di Milano del 1989
La moto ha una carenatura molto avvolgente, si riesce solo a intravedere il telaio di tipo "Twin box", il cupolino risulta essere molto allungato in avanti e presenta due prese d'aria vicino alla punta e sotto il faro, che è di forma trapezoidale, la parte trasparente del cupolino è praticamente inesistente, dato che risulta essere una striscia alta circa 3 cm, le frecce sono integrate sugli specchietti retrovisori, lateralmente la moto ha delle grandi bocche di sfiato del radiatore, mentre per quanto riguarda il codino della moto, questo risulta essere snello in proporzione alla moto e anche molto affusolato, la luce posteriore è singola e rotondeggiante.
La particolarità di questo modello che balza subito all'occhio è la forcella a un braccio solo "prodotta dalla Paioli", la quale era formata da un piedino della forcella a forma di braccio curvo, che mette in comunicazione la ruota con il singolo stelo della forcella; per evitare la rotazione della ruota rispetto al manubrio, si è adoperato un sistema a leve molto semplice e ispirato a quello del carrello anteriore sterzante degli aeroplani: è costituito da due leve snodate tra di loro, che sono snodate anche su i supporti dove vengono fissate, che sono il piedino della forcella a forma di braccio curvo (che sorregge la ruota anteriore) e la piastra di sterzo inferiore, che tiene bloccata il fodero dello stelo, per quanto riguarda la piastra superiore, questa ha un unico foro per poter fissare il fodero della forcella.
Le ruote prodotte da Grimeca sono quasi lenticolari, se non fosse per quei piccolissimi raggi terminali (circa 5 cm) che mettono in comunicazione il cerchio con il mozzo, inoltre su tali ruote era impresso lo stemma Gilera, il freno a disco posteriore era posizionato tra la ruota e il forcellone, mentre esternamente c'era la corona, l'espansione risulta per la maggior parte completamente coperta dalle carene, lasciando alla vista solo la parte terminale e il silenziatore di grande diametro.
La strumentazione è tutta inglobata in un solo involucro: al centro abbiamo la scritta CX, il tachimetro, il contagiri e l'indicatore del livello di carburante sono tutti a indicazione analogica, il tachimetro che è posizionato a sinistra ha un fondoscala a 180 km/h, con la zona compresa tra i 50 e 60 km/h evidenziata di rosso, inoltre tale tachimetro ingloba il contachilometri totale e parziale, il contagiri che è posizionato a destra ha un fondoscala a 13.500 giri, con la zona rossa che parte dai 12000, mentre in alto al centro abbiamo l'indicatore della benzina, con la riserva rivolta nella parte destra, mentre in basso al centro troviamo l'orologio digitale.
Proposta solo nella cilindrata di 125 cm³ munito di miscelatore, di questo modello si presume che ne siano state costruite circa 1000 unità in tutto il mondo. Tale dato ipotizzato in fase di verifica (si è stimata uguale alla produzione italiana) in quanto solitamente era quello che ai tempi il mercato estero riusciva ad assorbire su altri modelli di pari cilindrata della casa dei due anelli. Rimane certo l'inizio della produzione, dal telaio 158*030001, la prima immatricolata è il telaio 158*030042 demolita poi nel 2004. La fine della produzione è un dato non comunicato ufficialmente, il telaio più alto recuperato è il numero 158*032237 "1° immatricolazione Slovena".
La confusione in merito agli effettivi modelli prodotti all'estero aumenta leggendo il dato ufficiale fornito dalla motorizzazione, che riporta sul primo certificato di proprietà emesso per una Gilera Cx il numero di telaio 158*030090.
Alla luce di questo sicuramente esistono dei buchi di produzione voluti per telai "ricambi" o altro.
La produzione destinata al mercato italiano è stata di 513 moto regolarmente immatricolate, di queste circa 3/5 (307 moto) sono state negli anni radiate causa incidente, rottamazione pro incentivi o semplicemente per non sostenere più il costo della tassa di proprietà, quindi attualmente sono iscritte al P.R.A. italiano 206 Gilera Cx.